# Polotitlán de la Ilustración
Polotitlán de la Ilustración est une municipalité de l'État de Mexico, au Mexique. Elle couvre une superficie de 132,8 km2 et compte 13 851 habitants en 2015.